# Вишнёво-красный лорикет
Вишнёво-кра́сный лорике́т (лат. Trichoglossus rubiginosus) — птица, вид отряда попугаеобразных.

## Внешний вид
Длина тела 25 см. Основная окраска вишнёво-коричневая. На груди и передней части шеи имеются поперечные чёрные полоски. Уздечка чёрного цвета. Маховые перья тоже чёрные с зеленоватым отливом. Хвост снизу жёлтый, сверху оливково-жёлтый.

## Распространение
Обитает на востоке Каролинских островов.

## Образ жизни
Населяет тропические леса.